# Berestivka, Lîpova Dolîna
Berestivka (în ucraineană Берестівка) este localitatea de reședință a comunei Berestivka din raionul Lîpova Dolîna, regiunea Sumî, Ucraina.

## Demografie
Componența lingvistică a localității Berestivka
     Ucraineană (98,39%)
     Rusă (1,49%)
Conform recensământului din 2001, majoritatea populației localității Berestivka era vorbitoare de ucraineană (98,39%), existând în minoritate și vorbitori de rusă (1,49%).